# 11-脱氢血栓素B2
11-脱氢血栓素B2（简称11-脱氢-TXB2，11-dehydro-TXB2）是一种有机化合物，化学式C20H32O6，在体内是血栓素A2的代谢产物，尿液中11-脱氢-TXB2的水平可用于监测乙酰水杨酸治疗的效果。